# Залужный, Валерий Фёдорович
Валерий Фёдорович Залу́жный (укр. Валерій Федорович Залужний; род. 8 июля 1973, Новоград-Волынский, Житомирская область) — украинский военачальник. Чрезвычайный и полномочный посол Украины в Великобритании с 9 мая 2024 года Постоянный представитель Украины при Международной морской организации с 3 марта 2025 года по совместительству. Главнокомандующий Вооружёнными силами Украины (2021—2024), обладатель высшего звания — генерал (4 марта 2022). Герой Украины (2024).

## Биография
Родился 8 июля 1973 года в Новограде-Волынском (ныне — Звягель) в семье потомственных военных.
В 1989 году окончил городскую школу № 9, поступил в Новоград-Волынский машиностроительный техникум, который окончил в 1993 году с отличием.
Позже поступил на общевоенный факультет Одесского высшего объединённого командного училища. В 1997 году с отличием окончил учёбу, после чего прошёл все ступени военной службы: командир взвода, командир учебного взвода, командир боевого взвода, командир учебной роты, командир роты курсантов, командир батальона.
В 2005 году поступил в Национальную академию обороны Украины, в 2007 году окончил обучение с золотой медалью, назначен на должность начальника штаба — первого заместителя командира 24-й отдельной механизированной бригады. В этой должности успешно проходил службу в течение двух с половиной лет.
С 2009 года по 2012 год возглавлял 51-ю отдельную механизированную бригаду.
В 2014 году окончил Национальный университет обороны Украины имени Ивана Черняховского. Как лучший выпускник оперативно-стратегического уровня подготовки награждён переходящим мечом королевы Великобритании.
С июля 2014 года принимал участие в войне на Донбассе, став заместителем командующего сектора «С».
В 2017 году присвоено звание «генерал-майор». В 2017 году — начальник штаба — первый заместитель командующего войсками оперативного командования «Запад» Сухопутных войск Вооружённых Сил Украины.
С 2018 по 2019 год был начальником объединённого оперативного штаба ВСУ — первым заместителем Командующего объединёнными силами.
С 2019 года — командующий войсками оперативного командования «Север».
В декабре 2020 года — получил степень магистра по международным отношениям в Острожской академии.

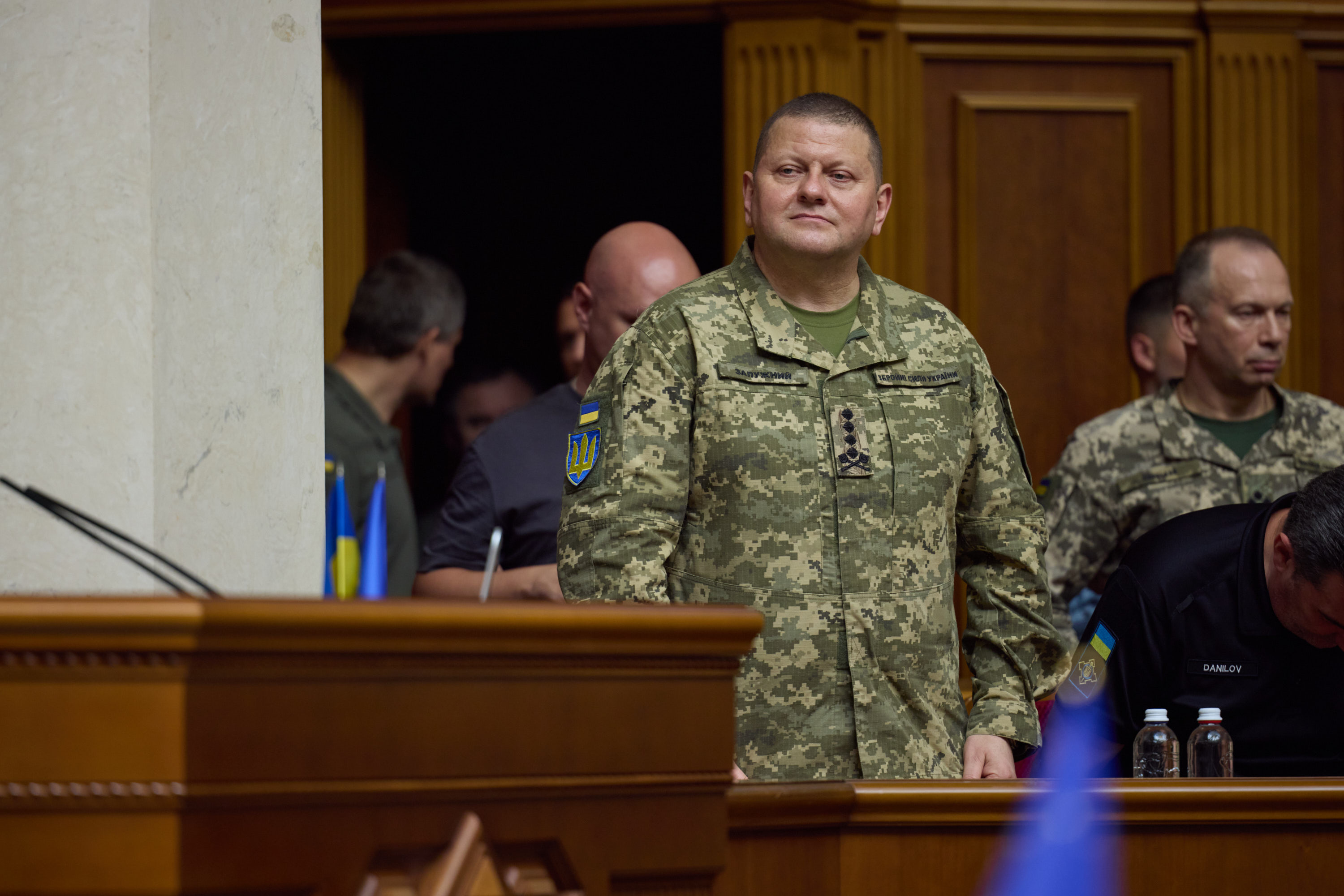
Залужный во время заседания Верховной Рады Украины по случаю Дня украинской государственности, 28 июля 2022 года

27 июля 2021 года назначен Главнокомандующим Вооружёнными силами Украины, где на должности заменил Руслана Хомчака.
Член СНБО (с 28 июля 2021).
5 марта 2022 года, в разгар российского вторжения на Украину, генерал-лейтенант Залужный был повышен президентом Владимиром Зеленским до звания генерала (наивысшего звания в Вооружённых силах Украины).
В 2022 году вошёл в ежегодный список ста наиболее влиятельных людей мира по версии американского журнала Time. В сентябре издание посвятило обложку и обширный материал главнокомандующему. Отмечая, что закалённый годами борьбы с Россией на восточном фронте, Залужный принадлежит к новому поколению украинских лидеров, которые научились быть гибкими и делегировать решения командирам на местах. Его упорная подготовка в преддверии полномасштабного вторжения и разумная тактика боя на ранних этапах войны помогли ВСУ отразить натиск российских войск.
В январе 2023 года издание The New York Times сообщило, что Залужный получил в наследство 1 миллион долларов от американца украинского происхождения Григория Степанца, который работал в компании Microsoft и являлся разработчиком программного обеспечения. Генерал пожертвовал всю полученную сумму на нужды украинской армии.
16 декабря 2023 года защитил диссертацию по праву и получил научную степень доктора философии.
8 февраля 2024 года уволен с должности Главнокомандующего ВСУ и награждён званием Герой Украины. Вслед за этим была произведена полная ротация в руководстве ГШ ВС Украины (см. Кадрові зміни в керівництві ЗСУ).
7 марта 2024 года президент Украины утвердил кандидатуру Валерия Залужного на должность Чрезвычайного и Полномочного Посла Украины в Соединённом Королевстве Великобритании и Северной Ирландии. МИД Украины направило британской стороне соответствующий запрос на агреман, который является одной из предыдущих стадий процесса назначения главы дипломатического представительства.
8 мая 2024 года уволен с военной службы в отставку по состоянию здоровья с правом ношения военной формы одежды.
9 мая 2024 года назначен чрезвычайным и полномочным послом Украины в Соединённом Королевстве Великобритании и Северной Ирландии.
3 марта 2025 года назначен постоянным представителем Украины при Международной морской организации по совместительству.

## Характеристики
Военные эксперты и аналитики называют Залужного одним из наиболее открытых генералов, который понимает проблемы солдат и младших офицеров, а также отмечают его военную хитрость и неординарные инициативы и решения на поле боя. Как представитель украинских высших офицеров и участник боевых действий на Донбассе, не проходивший военной службы в СССР, положительно относится к обновлению личного состава молодыми людьми и отходу от советских практик. Одним из его первых шагов после назначения на должность главнокомандующего стало разрешение солдатам на линии соприкосновения на Донбассе открывать огонь в ответ без согласования с высшим руководством и таким образом минимизации бюрократических проволочек и необходимости военнослужащим заполнять лишние документы.
Помимо украинского и русского, свободно владеет английским языком.
Относительно своих приоритетов в должности главнокомандующего Валерий Залужный сказал:

«Общий курс на реформирование Вооружённых сил Украины в соответствии со стандартами НАТО остается необратимым. И ключевое здесь принципы. Изменения должны произойти прежде всего в мировоззрении и отношении к людям. Я хотел бы, чтобы вы повернулись лицом к людям, к своим подчинённым. Моё отношение к людям не менялось на протяжении всей моей службы».

## Воинские звания
- Генерал-майор (23 августа 2017)[10]
- Генерал-лейтенант (24 августа 2021)[33]
- Генерал (4 марта 2022)[34]

## Награды
- Герой Украины с вручением Ордена «Золотая Звезда» (8 февраля 2024) — за выдающиеся личные заслуги в защите государственного суверенитета и территориальной целостности Украины, самоотверженное служение Украинскому народу[35]
- Крест боевых заслуг (6 мая 2022) — за выдающиеся личные заслуги в защите государственного суверенитета и территориальной целостности Украины, самоотверженное служение Украинскому народу и верность военной присяге[6]
- Орден Богдана Хмельницкого III степени (12 декабря 2016) — за личное мужество, самоотверженность и высокий профессионализм, проявленные в защите государственного суверенитета и территориальной целостности Украины, верность военной присяге[36]
- Отличие «Именное огнестрельное оружие» (26 июля 2023) — за выдающиеся личные заслуги в защите государственного суверенитета и территориальной целостности Украины, укреплении обороноспособности Украинского государства, образцовое выполнение воинского долга, проявленные честь и доблесть[37];
- Всеукраинская премия имени Братьев Лепких[укр.] (2022) — за создание боеспособной армии, эффективную оборону и освобождение оккупированных территорий Украины[38]
- Орден святого великомученика Георгия Победоносца[укр.][39]
- Почётный нагрудный знак «За доблестную военную службу Родине»[укр.]
- Награда Министерства обороны Украины «Ветеран военной службы»
- Почётный нагрудный знак «За заслуги перед Вооружёнными Силами Украины»[укр.]
- Нагрудный знак Начальника Генерального штаба «За достижения в военной службе»[укр.]
- Нагрудный знак «Участник АТО»[укр.]
- Медали Украины
- Офицер ордена Креста Витиса (5 июля 2023, Литва) «за необычайное мужество, стойкость духа и верность долгу в войне с величайшим агрессором XXI века, террористом Россией» (Ukrainos kariuomenės vadą, generolą už ypatingą drąsą, dvasios tvirtybę ir ištikimybę pareigai kovoje su didžiausia XXI a. agresore teroristine Rusija (Ukraina))[40]
- Звание «Почётного гражданина Киева» (8 мая 2024)[41][42]

## Семья
Женат, две дочери. Старшая — военнослужащая. Младшая собирается стать врачом.

## Чествование
- 28 мая 2022 года в городе Покрове Днепропетровской области улицу Горького переименовали в улицу Валерия Залужного[43].
- 9 июня 2022 года в пгт Старая Синява Хмельницкой области улицу Георгия Жукова переименовали в улицу Генерала Залужного[44].
- 16 февраля 2023 года в городе Конотоп Сумской области улицу Тургенева переименовали в улицу Валерия Залужного[45].
- 7 июля 2023 года в городе Малин Житомирской области улицу Нины Сосниной переименовали в улицу Валерия Залужного[46].
- В мае 2022 года музыкант Oisho BTZ (Олесь Михайлович) выпустил песню, посвящённую Валерию Залужному «Залужний мутить двіж»[47][48].